# رندی مریل
رندی مریل (انگلیسی: Randy Merrill) مهندس مسترینگ اهل ایالات متحده آمریکا است. وی با هنرمندان بین‌المللی مانند:بلینک-۱۸۲، دی‌سیکس، لیدی گاگا، کیتی پری، مارون ۵، هری استایلز، وان دایرکشن، ادل، ایمجین درگنز، لیام گلگر، بک هانسن، جوناس برادرز، میوز، کیج د الفنت، مارن موریس، آریانا گرانده، مامفرد اند سانز، پل مک‌کارتنی، تروی سیوان، تیلور سوئیفت، لرد، جاستین بیبر، پورتر رابینسون، آیومی هاماساکی، باک-تیک، کینگ جنو، لیتل میکس و بی‌تی‌اس همکاری کرده است.

## زندگی و حرفه
مریل قبل از فارغ‌التحصیلی از دانشگاه ایالتی نیویورک در فردونیا با مدرک فناوری ضبط صدا در کالج اجتماعی جیمزتاون شرکت کرد. او سپس در سال ۲۰۰۸ قبل از اینکه در سال ۲۰۱۳ به استرلینگ ساوند نقل مکان کند، یک مهندس مسترینگ در مستردیسک شد. در استرلینگ، مریل در کنار تام کوین برنده چهار جایزه گرمی، از جمله برد ۲۵ همراه با ادل، و فانک بالاشهری با مارک رانسون کار کرد.کار مسترینگ مریل به‌طور مستقل برنده جایزه گرمی برای رنگ‌های بک هانسن، شیرین‌کننده آریانا گرانده، «کم عمق» لیدی گاگا و نشانه‌های اجتماعی کیج د الفنت شد.
مریل در حال حاضر خارج از استرلینگ ساوند، در اجواتر، نیوجرسی کار می‌کند.